# 반지의 제왕: 아라곤의 모험
반지의 제왕: 아라곤의 모험(The Lord of the Rings: Aragorn's Quest)은 WB 게임즈가 다양한 닌텐도 및 플레이스테이션 플랫폼으로 출시한 액션 어드벤처 게임으로 헤드스트롱 게임즈는 닌텐도 위 용으로, TT 퓨전은 그외의 다른 플랫폼에서 개발 중이다.
이 게임은 피터 잭슨의 반지의 제왕 삼부작을 각색한 게임이며, 반지의 제왕의 반지 전쟁이 끝난지 15년 후를 배경으로 하였다. 게임은 샘와이즈 갬지가 15년 전의 아라곤의 모험을 자신의 자녀들에게 이야기하는 것을 특징으로 하며, 게임의 대부분을 차지한다. 이 게임은 2009년 일렉트로닉 아츠에서 뉴 라인 시네마으로부터 영화 시리즈를 기반으로 게임을 제작할 권한을 획득한 WB 게임즈에서 출시했으며, WB 게임즈에서 출시한 첫번째 반지의 제왕 게임이다.
반지의 제왕: 아라곤의 모험은 주로 어린 플레이어를 대상으로 했으며 세 영화의 줄거리를 단순화하고 덜 폭력적인 버전으로 제공하였고, 이는 엇갈린 평가를 받게 했다. 게임의 그래픽, 레벨 디자인 및 접근성은 찬사를 받았지만 비평가들은 전투가 반복적이고 내러티브가 너무 잘렸으며 전반적인 게임이 너무 쉽다고 평가하였다.

## 게임플레이

반지의 제왕: 아라곤의 모험 닌텐도 위 버전 게임 플레이 스크린샷

닌텐도 위와 플레이스테이션 3에서 반지의 제왕: 아라곤의 모험은 3인칭 시점에서 플레이되는 액션 어드벤처 게임이다. 게임은 두 개의 다른 게임 플레이 섹션으로 나뉘며, 메인 게임에서는 샘와이즈 갬지가 15년 전 반지의 전쟁 동안 아라곤의 모험에 대한 이야기를 자녀에게 이야기하면서 선형 또는 비선형이 될 수 있는 8개 레벨을 통해 플레이어가 아라곤을 제어하는 것으로 게임이 흘러간다.
다양한 필수 및 선택 퀘스트로 구성되어 있으며, 다른 게임 플레이 섹션은 게임 현재의 샤이어에 있다. 플레이어는 자유로이 돌아다니는 오버월드에서 프로도를 제어하여 동료 호빗이 아라곤의 도착을 위한 파티를 준비하는 것을 돕는다. 두 영역의 게임 플레이는 동일하며 프로도가 샤이어에서 기술을 배우면 이러한 기술이 메인 게임에서 아라곤에게 제공되는 방식으로 게임이 구성되어 있다. 두번째 플레이어가 있으면, 간달프나 프로도의 여동생으로 플레이 할 수 있지만, 플레이어는 캐릭터를 변경하지 못한다.
전투 중에 플레이어는 다섯 가지 기본 검 공격 동작을 할 수 있으며, 동작에는 위쪽으로 살짝 밀기, 아래쪽으로 살짝 밀기, 왼쪽으로 살짝 밀기, 오른쪽으로 살짝 밀기 및 추력이 있다. 게임 후반부에 아라곤은 다섯 가지 주요 공격 각각의 업그레이드된 버전을 사용할 수 있으며, 플레이어는 보조 무기를 사용하여 공격을 가할 수도 있다. 이 무기는 방패, 횃불 또는 창이 될 수 있다.

## 평가
반지의 제왕: 아라곤의 모험은 엇갈린 평가를 받았다. 플레이스테이션 3와 wii 모두 Metacritic에게 100점 만점에 58점을 받았다.
Common Sense Media는 wii버전에 5점만점에 높은 점수인 4점을 주었다. 크리스토퍼 힐리는 게임의 품질에 대한 별 4개 평가의 간략한 평가에서 더 많은 청중에게 게임의 접근성, 협력 모드 및 복잡하지 않은 깊이를 칭찬했다.